# Hans Holstad
Hans Christian Holstad, född 23 augusti 1878 i Arendal, Norge, död 11 januari 1949 i Danderyds församling, Stockholms län, var en norsk jurist och høyesterettsadvokat.
Hans Holstad blev student 1896, officer 1900 och tog examen från militärhögskola 1903 samt från militärskolan École de Cavalerie Saumur i Frankrike 1909. Han blev juridisk kandidat (cand.jur.) 1911 och advokat 1925, utsågs till kapten 1911, major 1928 och tjänstgjorde vid norska Försvarsdepartementet 1914–1915. Han var direktionssekreterare vid Store Norske Spitsbergen Kulkompani A/S 1915—1917, sekreterare vid A/S Borregaard 1917 och sekreterare i Lantbruksdepartementet 1921–1926. Han var även medlem i direktionen för Eker Papirfabrik 1920–1921 och för Mölnbacka Trysil 1921–1922.
Holstad valdes 1926 av Nationernas förbunds råd till ordförande för den gemensamma kommissionen i Istanbul, ett uppdrag han innehade till dess kommissionen upphörde 1934, och utsågs 1936 av Nationernas förbund till observatör i Alexandrette-området i Mindre Asien. Han var norsk militärattaché med överstelöjtnants grad i Ankara 1944–1945.
Han var son till stadsläkaren Christian August Holstad (1839–1904) och Wilhelmine (Abelone) Eger (1847–1922). Han var gift första gången med Ida Agnes Constance Schilling och andra gången 1929 med svenska friherrinnan Leonora Christina Beck-Friis (född 1897), dotter till häradshövdingen Lave Beck-Friis. En son i andra äktenskapet är regeringsrådet Sigvard Holstad.

## Utmärkelser
- Kommendör av Sankt Olavs orden (1933)
- Kung Haakon VII:s medalj med anledning av 70-årsdagen 3 augusti 1942
- Storofficer av grekiska Frälsarens orden